# Zimandu Nou
Zimandu Nou (deutsch Neu-Simand oder Neusimand, ungarisch Zimándújfalu) ist eine Gemeinde im Kreis Arad, im Kreischgebiet, im Westen Rumäniens. Zu der Gemeinde Zimandu Nou gehören auch die Dörfer Andrei Șaguna und Zimandcuz.

## Geografische Lage
Zimandu Nou liegt im Westen des Kreises Arad, an der Nationalstraße DN69, in 15 km Entfernung von Arad.

## Nachbarorte
| Curtici  | Șimand                                      | Sântana |
| Șofronea | Kompassrose, die auf Nachbargemeinden zeigt | Șiria   |
| Sânpaul  | Zimandcuz                                   | Horia   |

## Geschichte
Im Laufe der Zeit traten verschiedene Ortsbezeichnungen auf: 1808 Zimánd, 1888 Fakert, 1913 Zimándújfalu und Zimandul Nou, 1923 Zimandu Nou.
Zimandu Nou wurde 1852 durch die Ansiedlung von 1032 ungarischen Tabakbauern aus Csernovics-Ujfalu (Ungarn) gegründet. Diese kamen ursprünglich aus dem Stuhlbezirk Nayrad, im Norden Ungarns (heute: Slowakei). Nach der Auflösung der Tabakplantage in Csernovics-Ujfalu ließen sie sich auf dem Areal von Zimandu Nou nieder.
Infolge der Bodenreform vom 23. März 1945 wurde der Gutsherr Hans Kintzik enteignet und die Landwirtschaftliche Staatsgenossenschaft „Scânteia“ gegründet. 1949 erfolgte auch die Enteignung des Gutsherren Robert Zelinski, was die Gründung der Landwirtschaftlichen Staatsgenossenschaft „Utvinis“ zur Folge hatte. Die Gründung der Landwirtschaftlichen Produktionsgenossenschaft in Zimandu Nou erfolgte 1952.

## Bevölkerungsentwicklung
| 1880 | 1523 | 16   | 1494 | 10 | 3             |
| 1910 | 2075 | 28   | 1975 | 51 | 21            |
| 1930 | 3103 | 514  | 2454 | 89 | 46            |
| 1977 | 4927 | 2280 | 2550 | 81 | 16            |
| 1992 | 4561 | 2306 | 2132 | 40 | 83            |
| 2002 | 4489 | 2532 | 1891 | 18 | 48            |
| 2021 | 4663 | 3045 | 1151 | 17 | 450 (79 Roma) |